# Giovanni Scali
Pour les articles homonymes, voir Scali.
Giovanni Scali, né en 1549 et mort en 1611, est un prélat catholique de Corse génoise.

## Biographie
Giovanni Scali est né en 1549.
Il est nommé évêque d'Aléria le 15 juin 1609 et reçoit la consécration épiscopale le 28 juin 1609 des mains de Antonio Sauli, évêque d'Albano.
Il meurt en 1611.